# Medaglia per il coraggio
La medaglia per il coraggio è un premio statale della Federazione Russa, fondato però ai tempi dell'Unione Sovietica.

## Storia
La medaglia è stata istituita il 17 ottobre 1938.

## Assegnazione
La medaglia è assegnata al personale militare e ad agenti di polizia della Federazione Russa e ad altri cittadini russi per premiare il coraggio personale e coraggio dimostrato:
- in battaglia in difesa della Federazione Russa e dei suoi interessi nazionali;
- nello svolgimento di compiti specifici per garantire la sicurezza pubblica;
- nella protezione del confine di Stato della Federazione Russa;
- in elevate prestazioni da parte militari, ufficiali o civili, per la tutela dei diritti costituzionali dei cittadini, con un rischio per la vita.

## Insegne
- La medaglia è in rame-nichel. Il dritto raffigura tre aerei in volo. I mezzi aerei si trovano sopra la scritta in rilievo "Al Coraggio", sotto troviamo un carro armato. L'iscrizione è smaltata di rosso.
- Il nastro è bianco con bordi blu.